# Suicide (Album)
Suicide ist das Debütalbum des US-amerikanischen Duos Suicide, das im Dezember 1977 veröffentlicht wurde. Es wird oft als eines der ersten Synth-Pop-Alben bezeichnet, obwohl es eine deutliche Neigung zu Punk und Industrial im Unterschied zu vielen wohlbekannten Alben aus dem Genre des Mainstream-orientierten Synth Pops aufweist. Darüber hinaus wird Suicide zu den Schlüsselalben der experimentellen No-Wave-Richtung gezählt und war wegbereitend für die Musik der New Wave und Electronica.

## Titelliste
Alle Songs wurden von Martin Rev und Alan Vega komponiert.
Seite A
1. Ghost Rider – 2:33
2. Rocket U.S.A. – 4:17
3. Cheree – 3:41
4. Johnny – 2:10
5. Girl – 4:06
Seite B
6. Frankie Teardrop – 10:25
7. Che – 4:51
Bonustracks
8. Cheree (Remix) – 3:46
9. I Remember – 3:09
10. Keep Your Dreams – 4:48
11. Mr Ray (Live) – 6:26
12. Las Vegas Man (Live) – 4:21
13. 96 Tears (Live) – 3:46
14. Keep Your Dreams (Live) – 3:17
15. Harlem (Live) – 4:04
16. 23 Minutes Over Brussels – 22:54

## Rezeption
Rolling Stone wählte Suicide 2003 auf Platz 446 und 2012 auf Platz 441 der 500 besten Alben aller Zeiten. In der Aufstellung  von 2020 erreichte es Platz 498.
New Musical Express führt es auf Platz 236 der 500 besten Alben aller Zeiten.
In der Auswahl der 100 besten Alben der 1970er Jahre von Pitchfork belegt Suicide Platz 39.
Das Debütalbum wurde in die 1001 Albums You Must Hear Before You Die aufgenommen.

## Nachwirkung
Der Song Frankie Teardrop ist in Nick Hornbys Buch 31 Songs aus dem Jahr 2002 enthalten, außerdem wurde es in Rainer Werner Fassbinders Film In einem Jahr mit 13 Monden aus dem Jahr 1978 eingesetzt. Das Lied Cheree ist in der Schlussszene von Downtown 81 enthalten, in dem der Künstler Jean-Michel Basquiat mitgewirkt hat. Das Lied Girl erschien flüchtig in Nick Zedds Film They Eat Scum aus dem Jahr 1979. Das Lied Ghost Rider ist in dem Videospiel Driver: Parallel Lines aus dem Jahr 2006 enthalten und erschien auch in True Crime: New York City.
Von dem Lied Ghost Rider haben u. a. R.E.M., The Horrors, The Gories, Rollins Band, Loop, The Sisters of Mercy, The Cassandra Complex, Merzbow, Soft Cell und The Young Gods eine Coverversion angefertigt, außerdem wurde es in einer brasilianischen Deodorant Werbung aus dem Jahr 2005 eingesetzt. Überdies wurde es für M. I. A.s Single Born Free aus dem Jahr 2010 gesampelt.
Im September 2009 wurde das ganze Album live vorgetragen als Teil der von All Tomorrow’s Parties arrangierten Don’t Look Back-Serien. Es wurde im Mai 2010 in London wieder aufgeführt, wo das Duo die Stooges bei der Aufführung von Raw Power als Vorprogramm begleitete.